# Aurino
L'Aurino (Ahr in tedesco, di genere femminile, talora Ahrnbach) è un torrente dell'Alto Adige.
Nasce dalla Vetta d'Italia, forma la Valle Aurina e la Val di Tures, bagnando i comuni di Predoi, Valle Aurina, Campo Tures e Gais. Confluisce da destra nella Rienza presso Brunico.

## Toponimo
L'antico nome del torrente è Pirlbach o Achenbach, entrambi ancora attestati nel 1772. La forma più antica è attestata in tarda età carolingia, nel 893, quale Pirra. L'etimo Pirl- è ancora conservato nel nome della Birnlücke quale zona ove il torrente sgorga.